# Theodor Wertheim
Theodor Wertheim (ur. 25 grudnia 1820, zm. 6 lipca 1864) – austriacki chemik urodzony w Wiedniu. Profesor uniwersytetów w Peszcie i Grazu. Ojciec ginekologa Ernsta Wertheima.
Studiował chemię organiczną w Berlinie jako uczeń Eilharda Mitscherlicha, w 1843 przeniósł się do Pragi, gdzie studiował pod kierunkiem Josefa Redtenbachera. Pełnił funkcję docenta w Wiedniu, a od 1853 do 1860 był profesorem na Uniwersytecie Loránda Eötvösa. Od 1861 r. był profesorem na Uniwersytecie w Grazu. W maju 1864 r. wrócił do Wiednia, gdzie wkrótce potem zmarł.